# Crimson Desert
Crimson Desert è un videogioco ancora in fase di sviluppo di genere avventura dinamica open world sviluppato da Pearl Abyss, previsto per il 2025 per PlayStation 5, Windows e Xbox Series X/S.

## Trama
Crimson Desert è ambientato in un mondo fantasy medievale, in un continente chiamato Pywel. Macduff, il protagonista, è un mercenario che si ritrova assediato dal peso della leadership e dai ricordi dolorosi del suo passato.

## Sviluppo
Il gioco era stato originariamente progettato come prequel di Black Desert Online, ma lo sviluppo del gioco alla fine si è trasformato in qualcos'altro avendo un gameplay per giocatore singolo ambientato nello stesso universo. Nel dicembre 2020, dopo l'uscita del trailer ai Game Awards, Pearl Abyss ha pubblicato un video per spiegare lo sviluppo del gioco. Il gioco utilizza una versione aggiornata del motore di gioco proprietario di Black Desert Online chiamato BlackSpace Engine.